# Paul Spang
Paul Spang (* 6. Juli 1922 in Echternach; † 15. März 2009 in Luxemburg) war ein luxemburgischer Historiker und Archivar.

## Leben
Nach einer Ausbildung als Volksschullehrer in Ettelbrück, einem Zwangseinsatz im Oktober 1942 im Reichsarbeitsdienst und anschließend in der deutschen Wehrmacht absolvierte Spang ein Studium in Löwen, Zürich und Paris. Von 1950 bis 1963 unterrichtete Spang Geschichte und Sprachen am Lycée classique in Echternach. Dann wurde er auf die neu geschaffene Stelle eines Direktors des Nationalarchivs berufen, die er bis zur Pensionierung 1987 innehatte. Er war außerdem Leiter der historischen Abteilung des „Institut Grand-Ducal“.
Er war der Initiator einer wichtigen Willibrord-Ausstellung im Jahre 1958. 1980 organisierte er im Nationalarchiv eine Ausstellung über den Codex Aureus Escorialensis, ein 1046 im Auftrag Kaiser Heinrichs III. in Echternach hergestelltes Evangeliar.
Eine Reihe seiner Veröffentlichungen waren der Geschichte seiner Heimatstadt gewidmet, ein Schwerpunkt galt dem Echternacher Skriptorium. 1998 wurde er daher mit dem „mérite culturel“ der Stadt Echternach ausgezeichnet.

## Schriften
- Handschriften und ihre Schreiber: Ein Blick in das Scriptorium der Abtei Echternach. Luxemburg: Bourg-Bourger 1967 (Editiones Epternacenses)
- Echternach en cartes postales anciennes = Echternach in alten Ansichten. Zaltbommel/Pays-Bas: Bibliothèque Européenne 1983 ISBN 90-288-2389-1.
- Bertels abbas delineavit: (1544–1607); les dessins de l'abbé Jean Bertels; comment le premier historien du pays de Luxembourg a vu et dessiné notre région européenne et les hommes qui y vivaient. Luxembourg: RTL-Edition 1984
- Von der Zauberflöte zum Standgericht : Naziplakate in Luxemburg 1940–1944; die Kulissen einer Zeit mit der Wiedergabe von 678 Plakaten, davon 78 in Farbe, zahlreichen Dokumenten, Bildern und einer Schallplatte Luxemburg: Verlag der Sankt-Paulus-Druckerei, 1983
- Etat général des fonds conservés aux Archives Nationales du Grand-Duché de Luxembourg et aux archives de la Section Historique de l’Institut Grand-Ducal , 2 Bände Luxembourg : Section Historique de l’Institut Grand-Ducal, 1995–2003 (Publications de la Section Historique de l’Institut G.-D. de Luxembourg ; vol. 112–113).